# Leo Valeriano
Leo Valeriano est un auteur-compositeur, chanteur et acteur italien né le 10 janvier 1938 à Rome.

## Biographie
De son vrai nom Leo Di Giannantonio, il est issu d'une famille originaire des Abruzzes.
Au milieu des années 1960, après avoir travaillé un temps en Allemagne, il participe en 1965 à la Festa degli Sconosciuti avec la chanson Nella valigia. Il se produit ensuite avec la compagnie Il Bagaglino (it). Son premier single sort en 1966.
La même année, il ouvre le cabaret Il cormorano avec Pippo Franco et Toni Santagata. D'autres spectacles de cabaret suivent à Rome et à Naples, dont le Giardino dei supplizi.
De 1972 à 1977, il joue de petits rôles dans des films. Son activité de doublage concerne essentiellement des séries de dessins animés.
En 1997, Leo Valeriano publie le livre Un disco da leggere.

## Filmographie
- 1973 : Simbad le calife de Bagdad (Simbad e il califfo di Bagdad) de Pietro Francisci
- 1974 : Vive la quille (Il colonnello Buttiglione diventa generale) de Mino Guerrini
- 1976 : La cameriera nera (it) de Mario Bianchi
- 1976 : Vento, vento, portali via con te (it) de Mario Bianchi
- 1977 : Zanna Bianca e il grande Kid (it) de Vito Bruschini (it)
- 1977 : Kakkientruppen (it) de Marino Girolami